# Завод за интелектуалну својину
Завод за интелектуалну својину је посебна организација управе Србије. Надзор над радом Завода за интелектуалну својину врши Министарство привреде. Директор Завода за интелектуалну својину је Владимир Марић.

## Историја
Претече Завода за интелектуалну својину су за време краљевине СХС и Југославије је Управа за заштиту индустријске својине при министарству трговине и индустрије основана 1920. године и за време социјалистичке Југославије Савезна управа за проналазаштво при Савезној планској комисији  1948. године. Са тим да је Управа за заштиту индустријске својине од почетка бавила пословима заштите патената, жигова и индустријских модела и узорака, а  Савезна управа за проналазаштво је била надлежна за издавање патената, док је за издавање проналазачких сведочанстава био је надлежан савезни ресор у чији је делокруг рада спадао проналазак према његовој природи и намени. Тек од 1960. године је Савезна управа за проналазаштво добила надлежности за проналаске.
Савезној управи за проналазаштво је 1981. године додељена надлежност и у области заштите ознака географског порекла. Није познато кад је Савезна управа за проналазаштво преименована у Завод за интелектуалну својину, али се зна да је додата нова надлежност током 1994. године за послове који се односе на ауторско и сродна права.
Светозар Маровић, као председник Државне заједнице Србије и Црне Горе, је 2005. године одликовао Завод за интелектуалну својину Орденом рада због успешаног рада, постигнутих резултата на афирмацији и унапређењу заштите интелектуалне својине, као и за изузетан допринос на усклађивању законских прописа са светском регулативом из ове области. Уједно је те године било 85 година постојања и рада Завода за интелектуалну својину.

## Надлежности
Завод за интелектуалну својину обавља стручне послове и послове државне управе који се односе на:
- патент и мали патент, жиг, дизајн, ознаку географског порекла, топографију интегрисаног кола, ауторско право и сродна права
- примену међународних уговора из области заштите интелектуалне својине и представљање и заступање интереса Републике Србије у специјализованим међународним организацијама за заштиту интелектуалне својине
- надзор над радом организација за колективно остваривање ауторског права и сродних права
- развој у области заштите интелектуалне својине
- информационо-образовне послове у области заштите интелектуалне својине
- као и друге послове одређене законима